# Roches de Ham
Pour les articles homonymes, voir Ham.
Les roches de Ham (également appelées, surtout localement, roches du Ham) constituent un site naturel situé au sud de Saint-Lô, au cœur du bocage normand, avec ses haies vives encadrant les parcelles de prés. 
Il s'agit d'une paroi de schiste culminant à 111 m, présentant un aplomb vertigineux au-dessus du fleuve Vire et offrant un vaste panorama à son sommet.
Le site est équipé pour l'escalade, mais est aussi idéal pour les randonnées pédestres et équestres. 

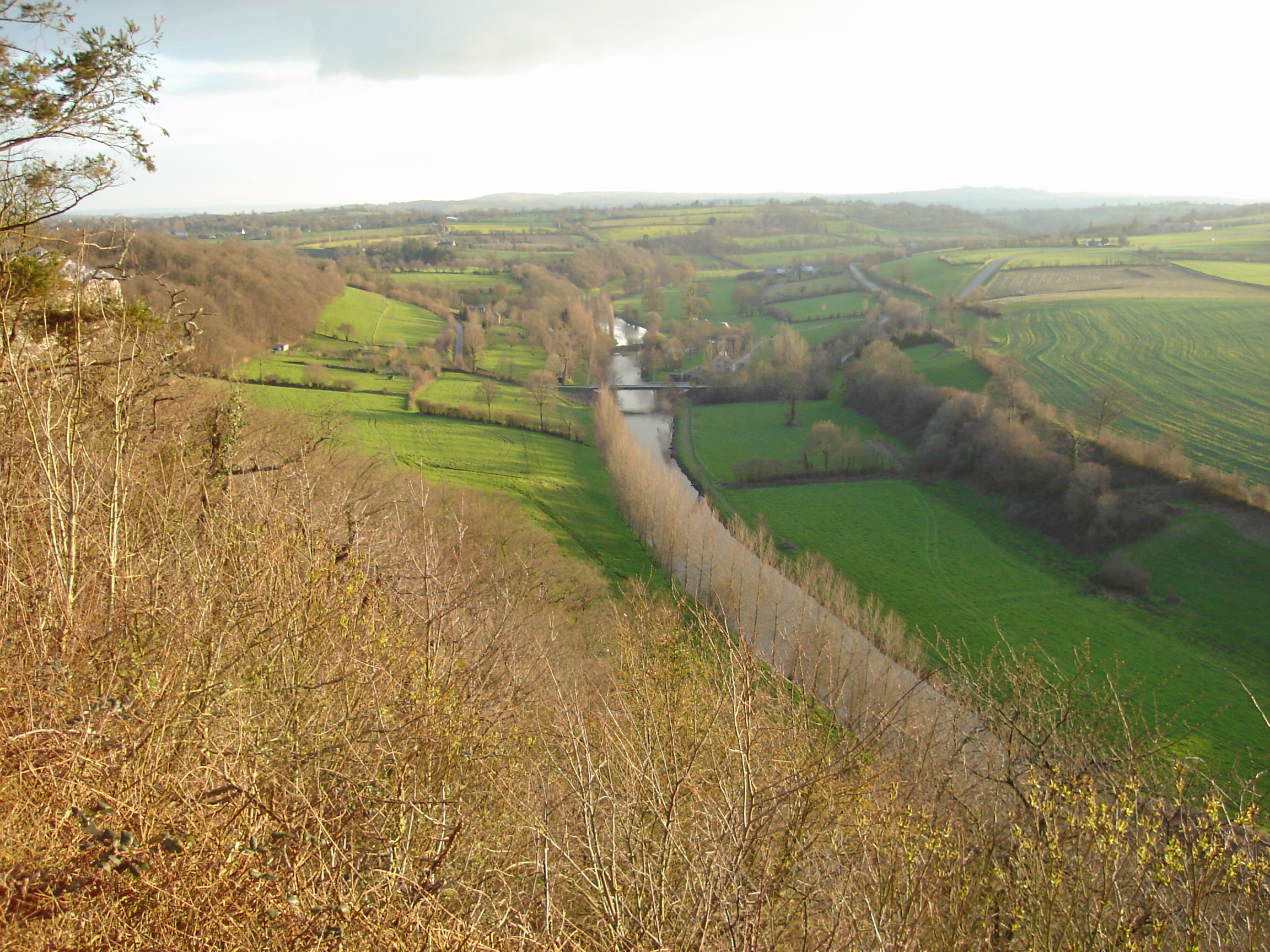
Vue sur la Vire du haut des roches de Ham, vers le sud.